# Walter Neumann-Silkow
Walter Neumann-Silkow (10 de abril de 1894-9 de diciembre de 1941) fue un general alemán durante la II Guerra Mundial que comandó varias divisiones. Fue condecorado con la Cruz de Caballero de la Cruz de Hierro de la Alemania Nazi. Neumann-Silkow murió de sus heridas el 9 de diciembre de 1941 en un hospital militar en la Libia italiana. Fue promovido póstumamente a Generalleutnant.

## Condecoraciones
- Cruz de Caballero de la Cruz de Hierro el 5 de agosto de 1940 como Oberst y comandante de la 8. Schützen-Brigade[1]